# Clemens XIV
Clemens XIV (latin den milde), född Giovanni Vincenzo Antonio Ganganelli 31 oktober 1705 i Santarcangelo di Romagna nära Rimini, död 22 september 1774 i Rom, var påve från den 19 maj 1769 till sin död.

## Biografi
Giovanni Vincenzo Antonio Ganganelli hade en enkel bakgrund som son till en kirurg i Santarcangelo. Han studerade för jesuiter i Rimini och piarister i Urbino, och inträdde som nittonåring i franciskanorden, varmed han antog namnet Lorenzo. År 1741 blev han ordensgeneral.
Ganganelli utsågs 1759 till kardinalpräst med San Lorenzo in Panisperna som titelkyrka. År 1762 överflyttades hans kardinalkyrka till Santi Apostoli. Han valdes efter tre månaders sedisvakans till påve som den franske kungens kandidat.
Han var lärd och konstälskande, men hade liten framgång i sin strävan att bringa ordning i Kyrkostatens finanser. Hela hans pontifikat fylldes av strider rörande jesuitordens upphävande. Clemens, som ingalunda var blind för jesuiternas användbarhet för den påvliga politikens syften, försökte först skjuta upp avgörandet av frågan. Så småningom gav han efter för maktens påtryckning. År 1772 stängdes Collegio Romano samt jesuiternas institutioner i Kyrkostaten, och den 21 juli 1773 skrev Clemens under det brev, Dominus ac Redemptor noster, den förordning som upphävde orden. Åtgärden mottogs av de flesta makter med tillfredsställelse. Avignon och Venaissin, Benevento och Pontecorvo återställdes i april 1774 till kurian. Clemens XIV dog emellertid redan den 22 september 1774, enligt några uppgifter förgiftad av jesuiterna, enligt andra av rädsla för ett sådant öde.
Han lyckades övertala patriark Mar Simeon att återförena nestorianerna med kyrkan i Rom, och godkände den spanska orden för den obefläckade avlelsen. Han lät grunda universitetet i Münster.
Clemens XIV har fått sitt sista vilorum i Santi Apostoli i Rom. Gravmonumentet är utfört av Antonio Canova.
Vid kanoniseringsprocessen av Alfonso dei Liguori fanns flera vittnesmål om att denne skulle ha uppträtt vid Clemens dödsbädd.

## Bilder
| - Påve Clemens XIV:s gravmonument i kyrkan Santi Apostoli i Rom, utfört 1783–1787 av Antonio Canova. |

### Webbkällor
- ”Pope Clement XIV”. Catholic Encyclopedia. New Advent. https://www.newadvent.org/cathen/04034a.htm. Läst 28 december 2020.

Den här artikeln är helt eller delvis baserad på material från Nordisk familjebok, Klemens, påfvar 17., 1904–1926.